# Chearoco
Chearoco es una montaña de Bolivia, situada en el departamento de La Paz, pertenece a la cadena montañosa de los Andes. Pertenece a la Provincia Omasuyos.
El nombre aymara de la montaña se correlaciona con los nombres de la zona cercana (Chiar Jokho) y el río Ch'iyar Juqhu (Chiar Jokho, Chiar Joko) que se origina cerca de la montaña.